# 选举欠票
当投票人选择的候选人数目小于规则允许的数量或者根本没有选择任何候选人时，就称为发生了“欠票”。
在有争议的选举中，欠票可以被视为选民不满， 因为选民愿意参与选举而又不愿意将票投给任何候选人。 欠票可能是故意而为，包括逆反票，策略性投票或弃权票等目的；也可能是无意的，并且可能是由于选票设计不佳等因素造成的。
将欠票和过分投票结合起来可以作为评估投票系统记录选民意图的准确性的学术指标。